# Пам'ятник жертвам Голодомору і політичних репресій (Маріуполь)
Пам'ятник жертвам Голодомору і політичних репресій — монумент у місті Маріуполі Донецької області. Зруйнований 19 жовтня 2022 року російськими окупантами.
26 листопада 2004 року за ініціативи місцевого історико-просвітницького товариства «Меморіал» відкрито пам'ятник Жертвам Голодомору 1932–1933 рр. та політичних репресій. На його чорно-червоному постаменті, перев'язані стрічкою колоски пшениці, які символізували життєствердну силу українського народу, лежали поруч із колючим дротом як символом тоталітарного репресивного комуністичного режиму, що нищив українців.